# Ctenus longipes vittatissimus
Ctenus longipes là một phân loài nhện trong họ Ctenidae.
Loài này thuộc chi Ctenus. Ctenus longipes vittatissimus được Embrik Strand miêu tả năm 1916.